# 八島タカヒロ
八島 タカヒロ（やしま たかひろ）は、日本のゲームの原画家・イラストレーター。株式会社ウィルプラスのゲームブランドPULLTOPに所属していた。2021年に退社。
別会社で外注グラフィッカーとして仕事した後に、PULLTOPでグラフィッカーとして活動。原画家転向を考えるものの、クオリティ低下を考えグラフィックチーフとして後輩を育成していた。しかしプロデューサーである朝妻ユタカからの勧めや、グラフィッカーが育っていることから『恋神 -ラブカミ-』で原画家デビューすることとなる。

## 担当作品

### ゲーム原画
- 恋神 -ラブカミ-
- この大空に、翼をひろげて(グラフィックチーフ兼任)[1]
- この大空に、翼をひろげて FLIGHT DIARY(グラフィックチーフ兼任)
- この大空に、翼をひろげて SNOW PRESENTS
- 剣聖機 アルファライド(ETERNAL)
- 見上げてごらん、夜空の星を
- 見上げてごらん、夜空の星を FINE DAYS
- お嬢様は素直になれない(ensemble)
- お嬢様は素直になれない 〜大好きをキミだけに〜(ensemble)
- 空と海が、ふれあう彼方
- 乙女騎士♥いますぐ私を抱きしめて(ensemble SWEET)
- あの日の旅人、ふれあう未来
- FLIP＊FLOP 〜INNOCENCE OVERCLOCK〜(サブ原画)
- この大空に、翼をひろげて GIFT EDITION[3]
- FLIP＊FLOP 〜RAMBLING OVERRUN〜(サブ原画)

### イラスト
- 恋神 -ラブカミ- (パラダイムノベルス、佐伯はじめ著）
- イヅナさんと!（富士見ファンタジア文庫、高瀬ユウヤ著）
  - イヅナさんと! 黄金の衝突事件
  - イヅナさんと! プレイヤーは女神様
  - イヅナさんと! 世界でいちばん強いキス
- PULLTOP×PULLTOP（キャラクターデザイン）[1]